# Zespół Korsakowa
Zespół Korsakowa, organiczny zespół Korsakowa, psychoza Korsakowa lub zespół amnestyczny Korsakowa – neuropsychiatryczne zaburzenie na podłożu organicznym o różnej etiologii. Jego nazwa pochodzi od rosyjskiego psychiatry Siergieja Korsakowa. 
Bywa również stosowana nazwa zespół Wernickego-Korsakowa, ponieważ jest związany z encefalopatią Wernickego (często poprzedzającą wystąpienie zespołu Korsakowa). W obu przypadkach chorobowe zmiany wywołuje niedobór witaminy B1 (tiaminy). Są też obserwowane podobne uszkodzenia tkanki mózgu oraz podobne objawy, np. utrata pamięci świeżej lub niepohamowane konfabulacje.

## Etiopatogeneza
Patogeneza zespołu związana jest z niedoborem witamin z grupy B, przede wszystkim tiaminy. Zespół Korsakowa bardzo często występuje u alkoholików (etanol upośledza wchłanianie tiaminy w jelitach). Pojawia się także w następstwie urazów, powikłań kiły, zatrucia tlenkiem węgla. Zespół Korsakowa występuje również w przypadkach dwustronnego uszkodzenia środkowych części płatów skroniowych, górnej części pnia mózgu, ciał suteczkowatych, hipokampa i niektórych jąder wzgórza.

## Objawy
Występują ostre zaburzenia pamięci świeżej i niedawnych zdarzeń (przy zachowaniu wspomnień sprzed choroby), luki pamięciowe wypełniane konfabulacjami zwykle o treści wielkościowej, pojawia się apatia, chory ma również problemy z jasnym i logicznym rozumowaniem. Nie występują za to objawy charakterystyczne dla otępienia, takie jak zaburzenie myślenia abstrakcyjnego, upośledzenie sądzenia czy inne zaburzenia wyższych czynności korowych.

## Leczenie
Poza suplementacją witamin B w leczeniu stosuje się klonidynę i propranolol.

## Klasyfikacja ICD10
| kod ICD10     | nazwa choroby |
| ------------- | --- |
| ICD-10: F04   | Organiczny zespół amnestyczny nie wywołany alkoholem i innymi substancjami psychoaktywnymi                                 |
| ICD-10: F10.6 | Zaburzenia psychiczne i zaburzenia zachowania spowodowane użyciem alkoholu (zespół amnestyczny)                            |
| ICD-10: F11.6 | ... używaniem opiatów (zespół amnestyczny)                                                                                 |
| ICD-10: F12.6 | ... używaniem kanabinoli (zespół amnestyczny)                                                                              |
| ICD-10: F13.6 | ... przyjmowaniem substancji nasennych i uspokajających (zespół amnestyczny)                                               |
| ICD-10: F14.6 | ... używaniem kokainy (zespół amnestyczny)                                                                                 |
| ICD-10: F15.6 | ... używaniem innych niż kokaina środków pobudzających, w tym kofeiny (zespół amnestyczny)                                 |
| ICD-10: F16.6 | ... używaniem halucynogenów (zespół amnestyczny)                                                                           |
| ICD-10: F17.6 | ... paleniem tytoniu (zespół amnestyczny)                                                                                  |
| ICD-10: F18.6 | ... odurzaniem się lotnymi rozpuszczalnikami organicznymi (zespół amnestyczny)                                             |
| ICD-10: F19.6 | ... naprzemiennym przyjmowaniem środków wyżej wymienionych (F10-F18) i innych środków psychoaktywnych (zespół amnestyczny) |